# Нехартський дім-фортеця

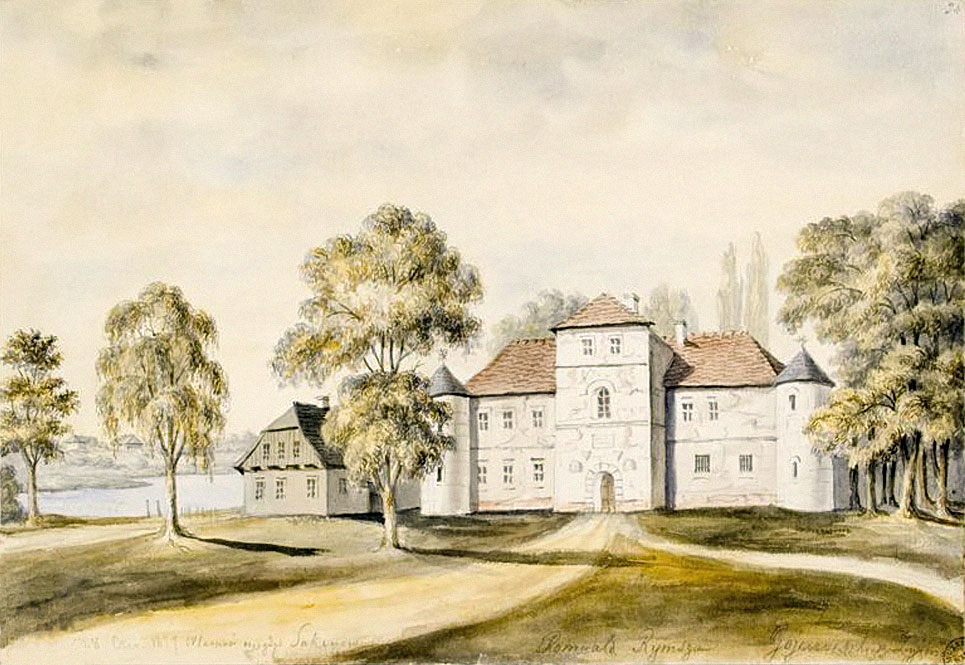
Будинок-фортеця. Н. Орда, 1877 рік

Гайтюніський будинок-фортеця — унікальна споруда в селі Гайтюнішки Воронівського району, який не має прямих аналогів. Це зменшений замок, побудований за узагальненою схемою середньовічних фортець. Гайтюніський будинок-фортеця органічно поєднав передові досягнення західноєвропейської оборонної архітектури XIV—XVI ст. із місцевими традиціями.

## Історія
Будинок-фортеця зведений у південній частині села, на лівому березі річки Жижма в 1611-12 рр. цегляним будівельником і начальником королівських будівель у Вільнюсі голландцем П. Нонгартом разом з інженером-фортифікатором Ван Даненом.
У 1900 — 1905 роках Едвард Римша добудував до нього широкий ґанок із терасою, тим самим зіпсувавши чистоту та оригінальність першопочаткового проекту.
Під час завершення Едвард Римша знайшов фрески зі сценами полювання, які, однак, не збереглися. Вважається, що ці малюнки належали пензлю відомого художника Вільнюса та власника маєтку Шротера.
У цьому будинку-фортеці успішно витримали облогу шведи під час Північної війни, атаковані військами саксонського короля Августа II.
Садиба мала архів та бібліотеку, які загинули під час Першої світової війни. Збереглася лише «Генеалогія роду Римша», яка бере свій початок із часів хрещення Литви.
Садибу оточував старий парк площею 15 гектарів, у ньому зростали переважно липи та модрини, багатьом із яких було понад 300 років.

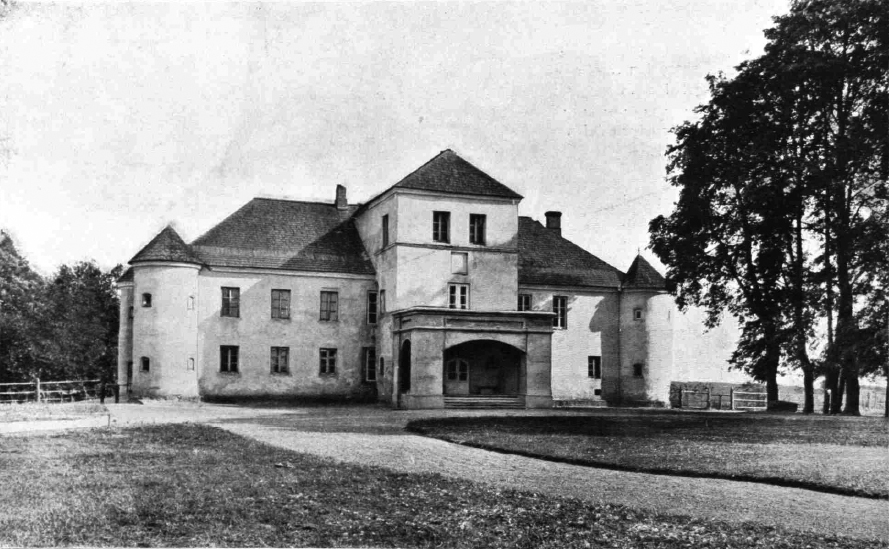
Будинок-фортеця, 1911 рік

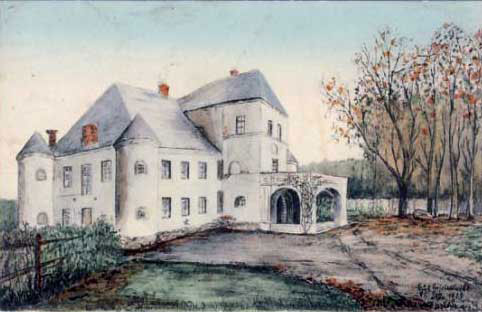
Будинок-фортеця, 1915 рік

У польській філології є версія, що Гайтюніський будинок-фортеця став прототипом Міцкевича Сопліцових та Горешків із «Пана Тадеуша». Тривалий час вважалося, що прототипом Сопліцова був Туганович, пізніше дослідники розмістили його в Мірі або навіть у Великопольщі. Нову цікаву та правдоподібну гіпотезу сформулював професор Рішард Керсновський у статті «Замок Горешків та його мешканці». Він зібрав багато фактів на користь правильності версії про Гайтюнішки.
У 1946 р. — 49 рр. у будинку-фортеці діяла школа механізаторів. Із 1960 р. — обласна психіатрична лікарня. Була проведена капітальна реконструкція, в результаті якої унікальний будинок-фортеця добре збереглася і в даний час розміщений адміністративний корпус лікарні. Збереглися деякі прибудови XIX- 1-ї половини XX століття.

## Архітектура
Будівля прямокутна в плані, двоповерхова, з високим вальмовим дахом. Центр головного фасаду виділений триповерховою прямокутною вежею із входом у вигляді низького кубічного об'єму з арочними отворами та терасою (вгорі), яку було додано пізніше. Чотири кутові вежі круглі, вкриті шатром. Кожна вежа з вузькими вікнами-бійницями, що дозволяло захисникам з усіх боків контролювати підходи до будинку. Фасади майже не мають декоративного оздоблення. Товсті стіни перфоровані прямокутними віконними отворами.
Планування будинку анфіладне. Центральну частину будівлі займає вестибюльна група кімнат із двома сходами. Головні сходи з'єднують вестибюль із 2-м поверхом, допоміжні ведуть на горище. Більшість номерів мають рівну підлогу. Частина підсобних приміщень 1-го поверху перекрита циліндричними склепіннями та молдингами, у вежі — хрестовими склепіннями. Кімнати, розташовані в кутових вежах, вкриті кулястими куполами. На склепіннях збереглися декоративні ребра. Під будинком широкий семикамерний підвал, у якому був колодязь. На 1-му поверсі є служба та казарма для невеликого гарнізону вгорі — «садибна» кімната та їдальня.